# Mapowanie obiektowo-relacyjne
Mapowanie obiektowo-relacyjne (ang. Object-Relational Mapping – ORM) – sposób odwzorowania obiektowej architektury systemu informatycznego na bazę danych (lub inny element systemu) o relacyjnym charakterze.
Implementacja takiego odwzorowania stosowana jest m.in. w przypadku, gdy tworzony system oparty jest na podejściu obiektowym, a system bazy danych operuje na relacjach. Z ORM związany jest szereg problemów wydajnościowych.